# Casa dei Cervi

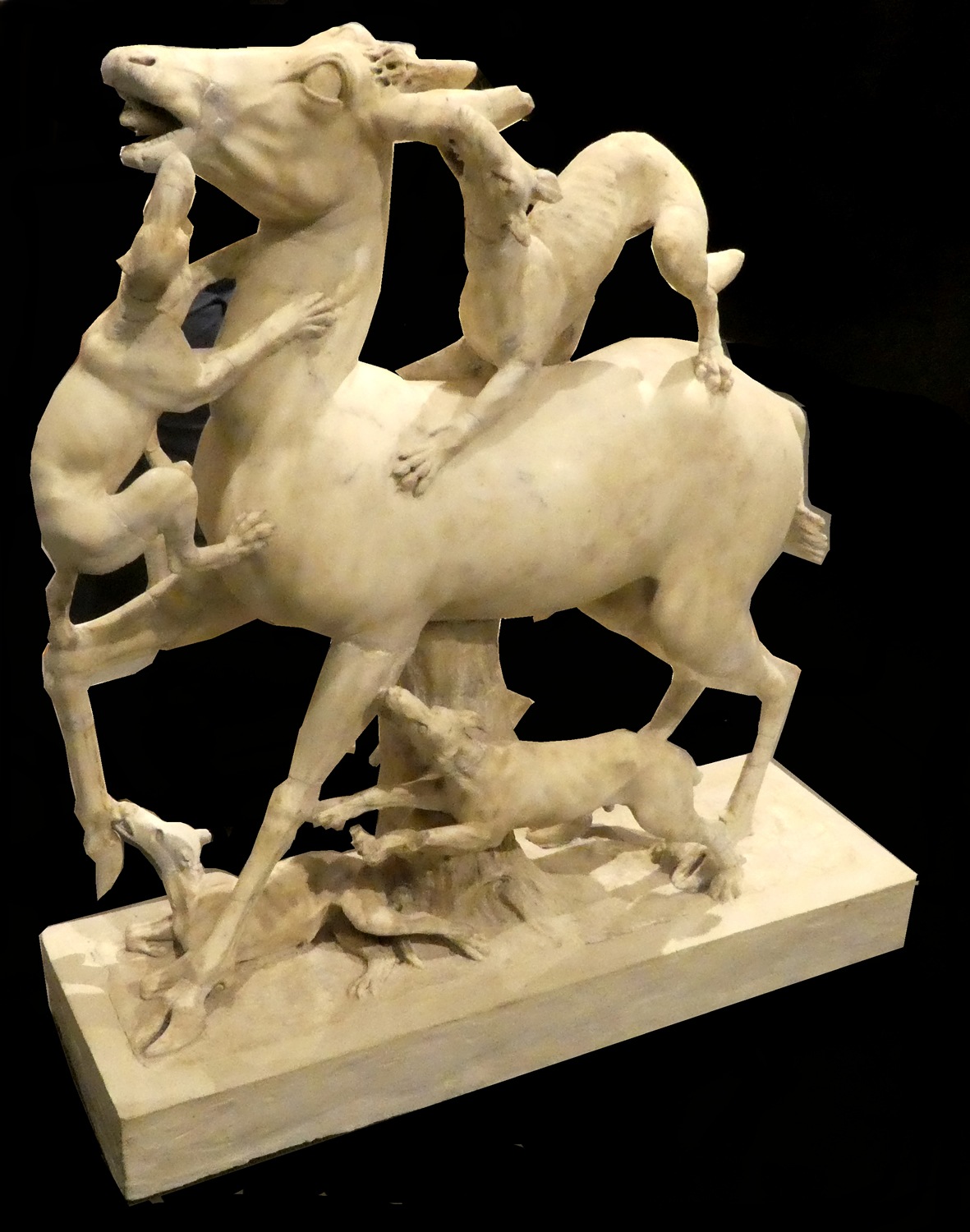
Vier Hunde greifen einen Hirsch an

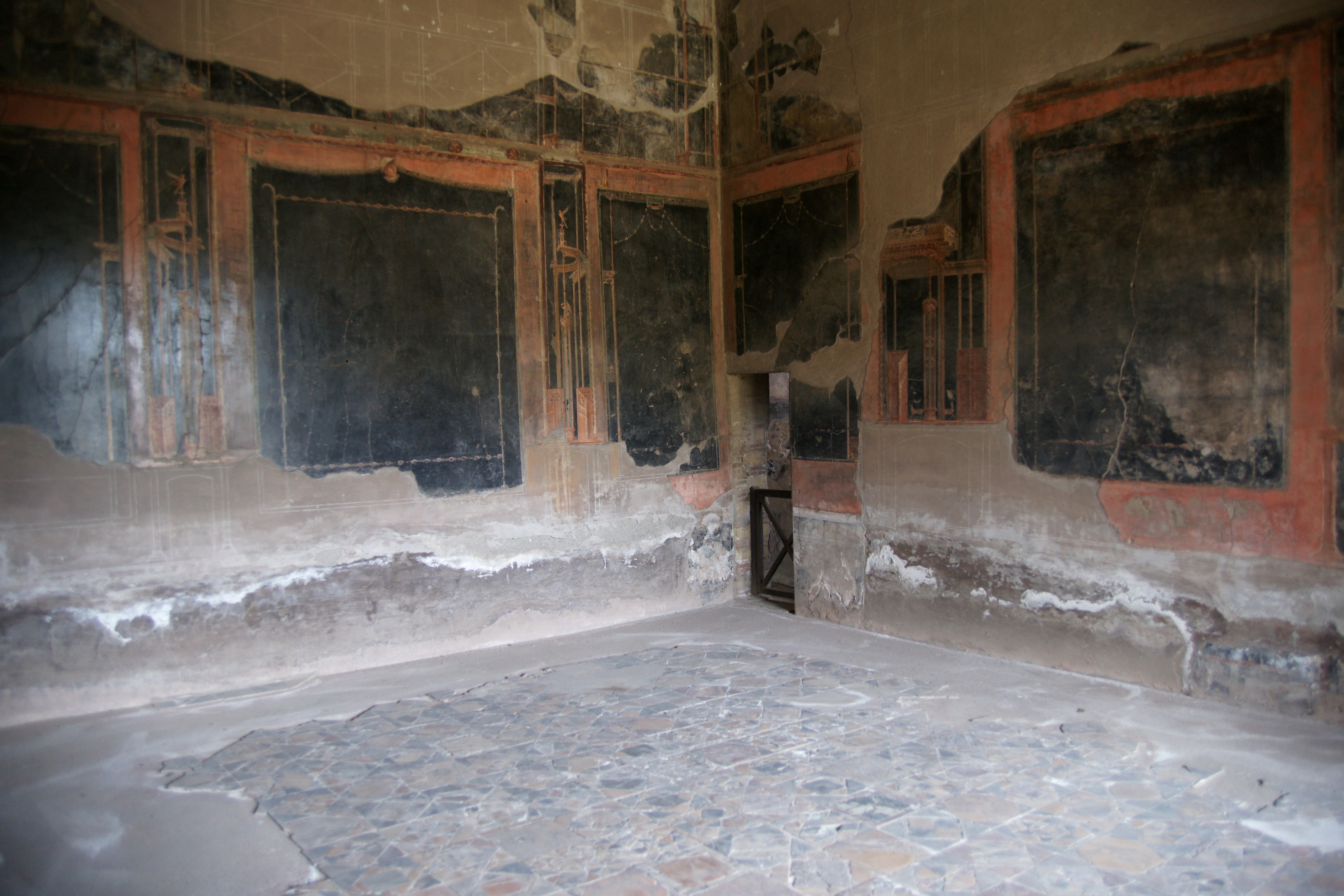
Malereien im Triclinium

Die Casa dei Cervi (Haus der Hirsche) ist ein großes, reich ausgestattetes Haus in Herculaneum (Insula IV, 21), das 1929–1932 unter der Leitung von Amedeo Maiuri ausgegraben wurde. Bei früheren Ausgrabungen des 18. Jahrhunderts wurden bereits Teile des Baues freigelegt, einzelne Malereien aus den Wänden geschnitten und nach Neapel gebracht. Das Haus fällt vor allem durch seine ungewöhnliche Architektur auf. Seine Westseite steht auf der Stadtmauer, die damals nicht mehr als solche genutzt wurde. In der Antike überblickte diese Front des Hauses das Meer. Zentrum der Anlage ist ein Garten und nicht, wie sonst üblich, ein Atrium.
Als Besitzer kann Q. Granius Verus ausgemacht werden. Er war vor 61 n. Chr. Decurio und Duumvir. Im Haus fand sich ein ungeschnittenes Brot, das mit seinem Namen gestempelt war.
Das Haus besteht aus zwei Teilen. Im Osten befinden sich diverse kleinere Räume und ein kleines, überdachtes Atrium. Im Zentrum dieses Gebäudeteiles befindet sich das Triclinium, das sich zum Garten hin öffnet. Zum Letzteren hin folgt ein Durchgang, der an der Gartenfront mit Mosaiken dekoriert ist. Südlich davon schließt sich der große Garten an, um den sich weitere Räume gruppieren. Vom Garten hat man einen Blick auf den Golf von Neapel. Im Garten standen diverse Statuen. Zwei Vollplastiken zeigen Hunde, die jeweils einen Hirsch angreifen. Auf sie bezieht sich der moderne Name des Hauses. Ein Bildwerk zeigt Herkules beim Urinieren. Eine vierte Statue zeigt einen Satyr.
Der am prächtigsten dekorierte Raum ist das Triclinium mit Malereien im 4. Stil. Hier sieht man leichte Architekturen zwischen großen, schwarzen Paneelen. Der Raum ist sehr hoch, so dass die Oberzone der Wandmalerei fast die Hälfte der Wand einnimmt. In der nebenan liegenden Casa dell’Atrio a Mosaico gibt es vergleichbare Malereien. Beide Häuser sind wahrscheinlich von derselben Werkstatt ausgemalt worden. Der Boden des Raumes hat ein aufwendiges Opus-sectile-Mosaik. Um den Garten herum verläuft ein Porticus, dessen Wände auch bemalt sind. Die Malereien sind nicht gut erhalten und viele Einzelbilder sind im 18. Jahrhundert aus den Wänden geschnitten worden und befinden sich heute im Archäologischen Nationalmuseum Neapel.